# Гандайо, Фернан
Фернан Гандайо (фр. Fernand Gandaho; род. 21 июня 1968) — бенинский шоссейный велогонщик. Участник летних Олимпийских игр 1992 года.

## Карьера
Был лучшим бенинским велогонщиком 1990-х годов. Выиграл 108 трофеев, в том числе жёлтые майки в 1995 году на Туре Бенина и Туре Гвинеи.
В 1992 году был включён в состав сборной Бенина на летних Олимпийских играх в Барселоне. На них выступил в групповой шоссейной гонке протяжённостью 194 км не смог финишировать как и ещё 69 гонщиков.
После окончания спортивной карьеры, работал тренером в сборной Бенина. Прошёл обучение современным принципам тренировок при поддержки «Программы олимпийской солидарности» МОК в штаб-квартире UCI в Швейцарии.
По состоянию на 2022 год вместе с Косси Уэгбаном остаются единственными велогонщиками Бенина, принимавшими участие на Олимпийских играх.